# Ейдлін Юлій Ілліч
Ю́лій Іллі́ч Е́йдлін (* 15 березня 1896, Катеринослав — † 13 грудня 1958, Ленінград) — український та російський скрипаль та педагог.

## Життєпис
1917 року закінчує Петроградську консерваторію — вчився по класу скрипки у Л. С. Ауера та С. П. Коргуєва.
Виступав з концертами — сольними і в ансамблі.
Викладав — у 1924–1926 роках — в Баку, 1926–1928 — у ленінградському Першому музичному технікумі.
1927 року почав керувати класом квартету Ленінградської консерваторії, з 1931 року викладає гру на скрипці, 1935 року отримав звання професора.
Вибудував власну систему викладання гри на скрипці, особливу увагу в часі навчання відводив скрипковим творам Й. Баха, Л. Бетховена, П. Чайковського. Своїм учням намагався прищепити концепційне мислення, надзвичайну увагу надавав художній стороні виконавської майстерності, її інтелектуальним витокам.
Серед його учнів — Б. Л. Гутников, Е. Каміларов, М. І. Вайман, Мілютін Б. С.